# 定年オヤジ改造計画
『定年オヤジ改造計画』（ていねんオヤジかいぞうけいかく）は、垣谷美雨による日本の小説。
主人公の男性は大手石油会社を定年退職した後、「夫源病」を患った妻と娘に冷たく扱われている。そんなある日、息子夫婦から孫2人の保育園のお迎えを頼まれたことをきっかけに離婚回避と家族再生を目指して人生最後のリベンジマッチに挑む様が描かれる。
2022年7月25日に「特集ドラマ」としてNHK BSプレミアム、BS4Kにて郷ひろみ主演で放送された。

## 登場人物
庄司常雄（しょうじ つねお）
60歳。大学卒業後38年間、大日本石油に勤務。定年後、家にいると妻や娘から冷たくされる。
娘からは常識がないと言われ、呼ばれ方が父さんから「アンタ」に変わっていった。
庄司十志子（しょうじ としこ）
常雄には「良妻賢母」として接してきたが、常雄の定年後体調を崩している。
医師からは不定愁訴と告げられている。百合絵からは夫源病を患っていると言われる。
庄司百合絵（しょうじ ゆりえ）
33歳。大手の帝都物産に総合職として11年勤務している。父とは話がほとんど通じない。
父さん世代の男たちが全員死なないと日本は良くならないと言ってしまう。
庄司和弘（しょうじ かずひろ）
30歳。市内の会社勤務。同じ市内のマンションに住んでいる。
父に娘と息子の保育園の迎えと、自分のマンションに来て面倒を見てくれと頼み込む。
庄司麻衣（しょうじ まい）
和弘の妻。子どもたちの保育園入所が決まったら通販会社で働く予定。
庄司葵（しょうじ あおい）
和弘と麻衣の娘。5歳。
庄司漣（しょうじ れん）
和弘と麻衣の息子。1歳。

## 書誌情報
1. 定年オヤジ改造計画（2018年2月14日、祥伝社、ISBN 978-4-396-63539-8）
2. 定年オヤジ改造計画（2020年9月11日、祥伝社文庫、ISBN 978-4-396-34659-1）

## テレビドラマ
2022年7月25日に「特集ドラマ」としてNHK BSプレミアム、BS4Kにて放送された。主演は郷ひろみ。

### キャスト

#### 主要人物
庄司常雄
演 - 郷ひろみ
会社人間として必死に勤め上げ、定年後の生活を過ごすが、妻からは距離を置かれ、娘からは「考え方が古い！」と一蹴される。
その後、息子夫婦に頼まれ、3歳と1歳の孫2人の保育園の迎えとオムツ替えなど様々な世話を毎日することになる。
庄司十志子
演 - 伊藤蘭
常雄の妻。夫・常雄の定年後、夫源病を患ってしまい、夫が運転する車の助手席に座ることもできなくなる。
庄司里美
演 - 成海璃子
常雄と十志子の娘。原作の庄司百合絵にあたる。
庄司和弘
演 - 矢本悠馬
常雄と十志子の息子。里美の弟。
妻の麻衣が復職するので、3歳と1歳の子2人の保育園の迎えと麻衣が夜仕事から戻るまでの世話を父・常雄に頼み込む。
庄司麻衣
演 - 佐津川愛美
和弘の妻。懸命に子供の世話や家事をする常雄に次第に打ち解けていく。

#### 和弘と麻衣の子
庄司葵〈3〉
演 - 大井希心
和弘と麻衣の娘。漣とは別のはづき保育園に通う。
庄司漣〈1〉
演 - 白井悠人
和弘と麻衣の息子。

#### すもも保育園
常雄が漣の迎えを頼まれた保育園。
村木園長
演 - 濱田マリ
園の方針としてオムツなし育児にこだわっていたが、常雄らの説得で紙オムツを認めるようになる。
木村秋香
演 - 佐藤康恵
保護者。常雄のママ友。
オードリー・ヤン
演 - 清水伸
保護者。常雄のパパ友。台湾出身。
カスミ
演 - 壇蜜
保護者。夫との意思疎通が上手くいかず、家事・育児に疲れ、他の保護者から心配されていた。
井上はるか
演 - 青山美郷
保護者。常雄のママ友。パン屋を営んでいる。
勝又保育士
演 - 萩原萠
今年の保育園の「すもも祭り」をどうするか保護者たちに相談すると、常雄が幹事を引き受けると言い出す。

#### 十志子の友人
冴子（パリ子）
演 - 萬田久子
十志子の古くからの友人。常雄のことでストレスを抱える十志子にボクシングを勧める。
常雄の勧めもあり、一緒にイタリア旅行に行く。

#### 岩手の常雄の実家
庄司哲雄
演 - 中村雅俊
常雄の兄。長男。
律
演 - 鷲尾真知子
常雄の姉。長女。
詩
演 - 大島蓉子
常雄の姉。次女。
常雄たちの母
演 - 大方斐紗子
故人。常雄は菩薩のようだと思っていたが、姉たちからは気性が激しかったと聞かされる。
夫を憎んでおり、夫と一緒の写真には笑顔が1枚もなく、夫が亡くなった後に初めて笑顔を見せた。

#### 常雄の元同僚（同期）
荒木
演 - 高橋克実
妻から離婚したいと言われたことを常雄に相談すると、「奥さんを上司と思え」と言われる。
遠山
演 - 相島一之
退職後は妻と子供食堂に従事している。
山下
演 - 大高洋夫
退職後は町内会の会計監査などをしている。

### スタッフ
- 原作 - 垣谷美雨『定年オヤジ改造計画』（祥伝社）
- 脚本 - 西荻弓絵
- 演出 - 渡邊孝好
- 語り（老猫の声） - イッセー尾形[6]
- 音楽 - 吉俣良
- 制作統括 - 鈴木光（光和インターナショナル）、高橋練（NHKエンタープライズ）、菓子浩（NHK）